# Таппер, Меган
Меган Таппер (англ. Megan Tapper; род. 18 марта 1994, Кингстон, Ямайка) − ямайская легкоатлетка, бронзовый призёр летних Олимпийских игр 2020 в Токио в беге на 100 метров с барьерами.

## Биография
Родилась 18 марта 1994 года в городе Кингстон, Ямайка.
В 2010 году заняла первое место среди юниоров на Играх КАРИФТА. В том же году выиграла золотую медаль среди юниоров на Чемпионате Центральной Америки и Карибского бассейна.
В 2010 году на Юношеских Олимпийских играх в Сингапуре она заняла четвертое место.
Меган Таппер представляла свою страну на летних Олимпийских играх 2016 года, дойдя там до полуфинала.
Также представляла свою страну на чемпионате мира по легкой атлетике в Лондоне в 2017 году, где вышла в полуфинал. В 2018 году она участвовала в Играх Содружества, заняв 7-е место в финале.
В 2019 году приняла участие в Чемпионате мира в Дохе, Катар, где она дошла до финала в беге на 100 метров с барьерами.
В 2019 году на Панамериканских играх в Лиме, Перу, Таппер завоевала бронзовую медаль.

## Олимпиада 2020 в Токио
Она получила право представлять Ямайку на летних Олимпийских играх 2020 года.
Ее личный рекорд в беге на 100 метров с барьерами — 12,53 секунды, установленный в Токио в 2021 году. В финале Таппер уступила Джасмин Камачо-Куинн (Пуэрто-Рико) и американке Кендра Харрисон.
Она отметила свою бронзовую медаль с флагом своей страны, обвитым вокруг нее, источая ту же радость, которую она обычно демонстрирует.